# 瑞德·霍夫
切斯特·寇奈里厄斯·「瑞德」·霍夫（英語：Chester Cornelius "Red" Hoff，1891年5月8日—1998年9月17日），為美國職棒大聯盟的投手。

## 生平

### 早年
霍夫出生於紐約奧辛寧鎮，他在家中排行第五，父親是一名鐵道工人。

### 職業生涯
1911年9月6日，霍夫登上大聯盟。他在9月18日面對老虎隊時還將他們的強打者泰·柯布給三振，霍夫也認為那是他職業生涯最精彩的一刻。
1911年至1913年，霍夫僅為洋基隊出賽12場比賽。1914年，他整年都待在小聯盟。後來他在1915年到了布朗隊，他出賽11場比賽，拿下2勝2敗，防禦率1.24。

### 最長壽的大聯盟球員
儘管整個職業生涯僅出賽23場比賽，不過霍夫最令人印象深刻的就是他的年紀。他一直活到1998年才去世，享壽107歲。儘管後來此紀錄被黑人聯盟的Silas Simmons打破，不過若扣除黑人聯盟，霍夫將是大聯盟史上最長壽的球員。
在霍夫去世之後，也代表著所有經歷過死球年代的球員都全數離世，也是一個時代的落幕。

### 晚年
在離開大聯盟後，霍夫持續在半職業聯賽中亮相，而且一打就是10年。後來他在奧辛寧鎮擔任地圖裁切師，直到1950年才退休。
雖然霍夫的妻子在1934年就英年早逝，不過霍夫去世時，身後留下2個女兒、4個孫子、6個曾孫和1個玄孫。

## 外部連結
- 球員資訊和成績在MLB，ESPN，Baseball-Reference，Fangraphs（英文）

| 前任： Bill Otis | 在世的最年長大聯盟球員 1990年12月15日–1998年9月17日 | 繼任： Ike Kahdot |